# كانا إيتشينوسي
كانا إيتشينوسي (市ノ瀬加那 إيتشينوسي كانا) هي مؤدية أصوات يابانية ولدت في 20 ديسمبر في هوكايدو.

## أدوارها في الأنمي

### مسلسلات أنمي تلفزيونية
- كارول آند تيوزداي - تيوزداي
- دارلينغ إن ذا فرانكس - إيتشيغو
- دكتور ستون - يوزوريها أوغاوا
- فيري غون - ماريلا نويل
- بوغيبوب آند أذرز - أيا أوريهاتا
- إلى الوحوش المقدسة المهجورة - ميلييليا
- حلقت فجلبت فتاة مدرسة ثانوية إلى المنزل. - سايو
- فريرن: ما وراء نهاية الرحلة  - فيرن
- غليبنير (مانغا) - تشيهيرو يوشيوكا

### أفلام أنمي
- طفلة الطقس - ساساكي

## وصلات خارجية
- كانا إيتشينوسي على موقع IMDb (الإنجليزية)
- كانا إيتشينوسي على موقع ميتاكريتيك (الإنجليزية)
- كانا إيتشينوسي على موقع روتن توميتوز (الإنجليزية)
- كانا إيتشينوسي على موقع ألو سيني (الفرنسية)
- كانا إيتشينوسي على موقع ميوزك برينز (الإنجليزية)
- كانا إيتشينوسي على موقع قاعدة بيانات الفيلم (الإنجليزية)
- كانا إيتشينوسي على موقع ليتربوكسد (الإنجليزية)
- كانا إيتشينوسي على موقع كينوبويسك (الروسية)
- كانا إيتشينوسي على موقع ANN person (الإنجليزية)